# هارولد شتال
هارولد شتال (بالإنجليزية: Harold Stahl)‏ هو سياسي أمريكي، ولد في 16 نوفمبر 1944 في بالتيمور في الولايات المتحدة. نشط حزبياً في الحزب الجمهوري والحزب الديمقراطي. وقد انتخب عضو مجلس نواب بنسيلفانيا (1973 – 1976).